# Тюльпан Альберта
Тюльпа́н Альбе́рта (Tulipa albertii, каз. Альберт қызғалдағы) — багаторічна рослина роду тюльпан родини лілійних.

## Історія
З 1876 по 1855 рр.. Альберт Регель працював лікарем в місті Кульджа і збирав рослини за завданням Петербурзького ботанічного саду. За зразком, знайденим ним, у 1877 році його батько Едуард Регель описав цей вид і назвав його на честь сина.

## Опис
Цибулина яйцеподібна, до 3-4 см в діаметрі, з кожистими темно-бурними, продовженими лусками. Стебло сизе, з легким бордовим відтінком, міцне, присадкувате, разом з квітконіжкою до 20 см заввишки. Листя (3-4) сизі, майже блакитні, по краю хвилясті, поступово догори дедалі менші, нижній — еліптичний, верхній ланцетовий. Квітка одиночна, келихоподібна, без запаху, до 7 см заввишки; зовнішні листочки оцвітини загострені, внутрішні увігнуті, із закругленою або слабо виїмчастою верхівкою. Відрізняється великим поліморфізмом забарвлення — від чисто жовтого, помаранчевого і строкатого — до червоного і малиново-червоного. Дно квітки часто чорне зсередини. У жовтоквіткових форм звичайні червоні смуги по спинці і трикутні плями на внутрішній стороні листочків оцвітини. Тичинки 2,9 см заввишки. Під час розцвітання квітки вище зав'язі і в 2-3 рази коротше оцвітини. Пильовики темно-фіолетові або жовті. Плід — коробочка, до 6 см завдовжки і 2,5 см завширшки, число нормально розвинених насінин до 240. Плодоніжка зазвичай яскраво забарвлена антоціаном в рожевий або коричневий колір, але завжди темніше коробочки. Насіння 0,6x0,5 см, неправильно округло трикутне, яскраво коричневе з темно-зеленою плямою в витягнутому верхньому кутку. Розмноження насіннєве, дуже рідко вегетативне. Цвіте з початку квітня до кінця першої декади травня, плодоносить у травні — червні.

## Екологія
Росте в передгір'ях і невисоких сухих горах, на щебнистих і кам'янистих схилах з прорідженою рослинністю. У природних популяціях зустрічаються спонтанні гібриди з тюльпаном Грейга (Tulipa greigii).

## Поширення
Тюльпан Альберта — ендемічна рослина Середньої Азії. Ареал охоплює Прибалхашшя (Таргил, Куянкуз), Тянь-Шань (Каратау, Чу-Ілійські гори). Країни поширення: Казахстан, Киргизстан, Таджикистан.

## Охоронні заходи
Вид перебував у Червоній книзі СРСР. Наразі занесений до Червоної книги Казахстану.

## Культивування
Вперше введений в культуру в Санкт-Петербурзі Е. Регелєм в 1877 році. Вирощується в ботанічних садах Бішкека, Ташкента, Москви, Києва, Донецька, Харкова, Мінська, Тарту.

## Використання
Декоративна рослина. Перспективний для ландшафтних посадок і альпінаріїв. У селекції практично не використовується.